# 三足烏

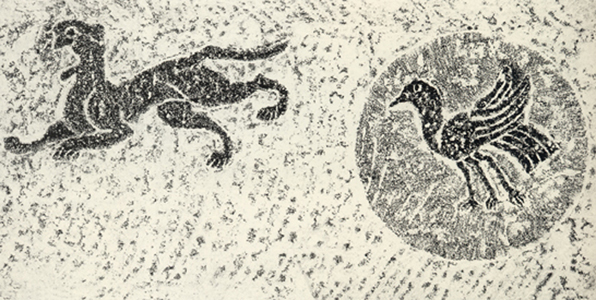
汉朝壁画中的三足乌

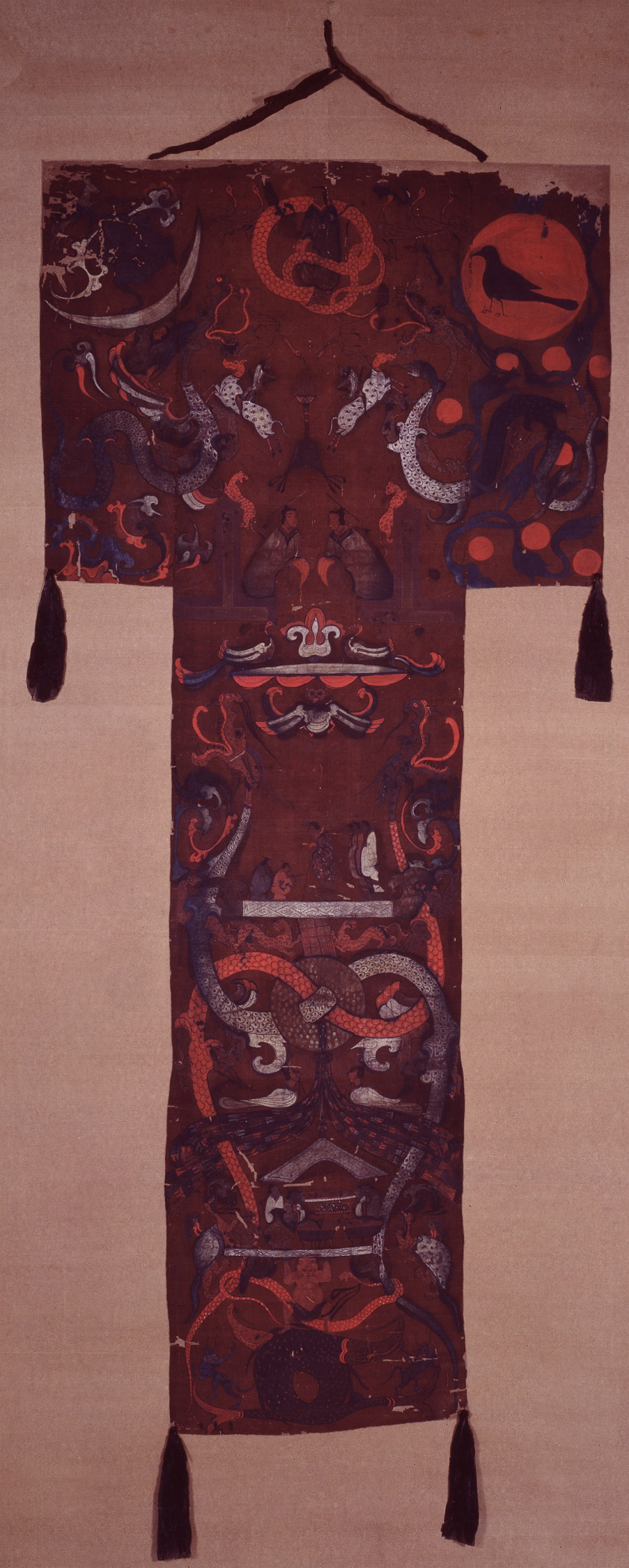
馬王堆漢墓出土T型帛画，右上角可見金烏。

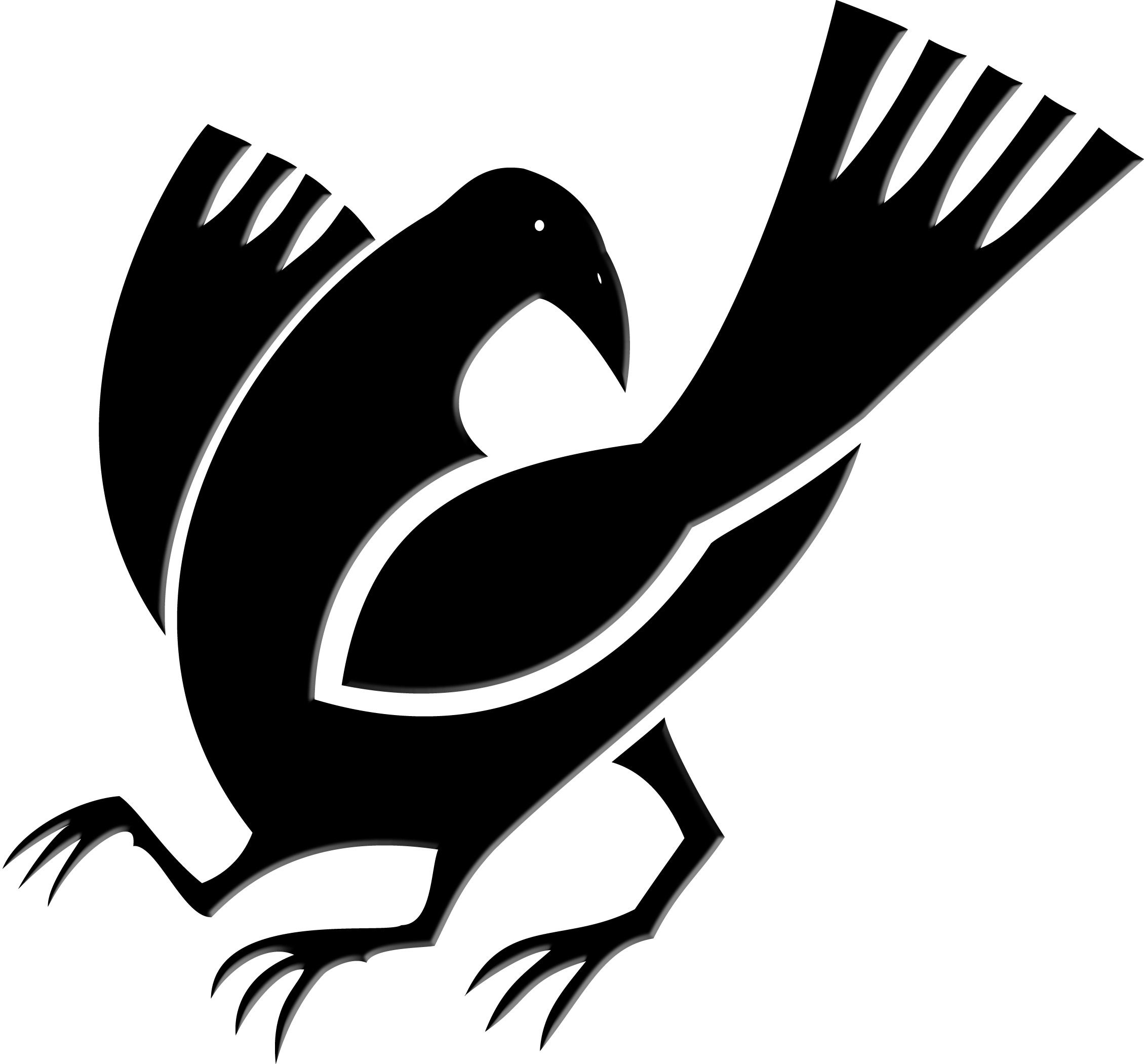
日本鈴木氏家紋「八咫烏紋」

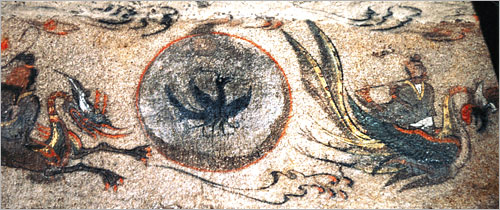
高句丽壁画中的三足乌

三足烏亦称赤烏，中國神話中其形象是一只黑乌鸦蹲居在金光闪烁的红日中央因而常称为金烏，主要是侍奉西王母，是汉族神话中太阳之灵。神話中說，太陽裡有三足烏鴉，古代人們就把金烏作為太陽的別名。在中國出土的文物中其中有女媧和伏羲各捧著一顆太陽的壁畫。
傳說三足乌為日之精，居日中，形态为三足乌鸦，共有十只。它们住在东方大海扶桑树上，轮流由它们的母亲——羲和驾车从扶桑升起，途径曲阿山、曾泉、桑野、隅中、昆吾山、鸟次山、悲谷、女纪、渊虞、连石山、悲泉、虞渊。后来金乌作乱，同时十个一起上天，使大地被烤焦，被后羿用神箭射下九只，只剩下一只。
清朝太監安德海最後一次出京採辦，漕船上用的即是三足烏纛旗，誇耀他為西太后慈禧的寵宦；三足烏也是高句麗最高權力的象徵。三足烏亦是扶余和汉民族的圖騰之一。

## 日本文化中的金乌
太陽，或是使者。賀茂建角身命之化身，之後成為鴨縣主之祖。
懷風藻大津皇子　五言臨終一絕
金烏臨西舍　鼓聲催短命　泉路無賓主　此夕誰家向

### 八咫烏
神武東征之際，受高皇產靈尊・天照大神之命，從熊野到大和為神武天皇帶路的烏鴉。在熊野三山，作為神使（ミサキ）而受到信仰。近世以前常用在起請文的熊野牛玉寶印繪有烏鴉。八咫烏也是戰國時代紀伊國的雜賀眾鈴木家的旗印。

## 古代扶余高氏(高驪)文化中的三足鳥
高句麗人崇拜三足烏如同龍和鳳，嫦娥和伏羲女媧，受古代中原人文化影響很大。高句麗人對三足鳥的這種崇拜在高句麗古墓壁畫中有描述，今吉林省集安市仍随处可见三足鳥的装饰画。
高句麗壁畫墓多繪有伏羲女蝸像，表明其有日月星晨崇拜。高句麗五盔墳四號墓「伏羲女媧繪於北角二層抹角石上，人首蛇身。伏羲居左，男相，披髮，雙手捧日輪於頭上，日中有三足鳥，女媧居右，長髪女相，雙手捧月輪於頭上，月中有蟾蜍。」長扶余川一號墓後室藻井頂部繪三足鳥、伏羲、蟾蜍、女媧與兔和北斗七星圖。。

## 相關
- 「金烏海底初飛來，朱輝散射青霞開」（太陽剛從海底衝出來）[9]
- 「天地迢迢自長久，白兔赤烏相趁走」（月亮和太陽互相追趕）。[10]
- 成語：「烏飛兔走」比喻日子過得快。[11]

## 相關書籍
- 《山海經》
- 《淮南子·本經訓》